# 1461 Жан-Жак
1461 Жан-Жак (енгл. 1461 Jean-Jacques) је астероид главног астероидног појаса. Приближан пречник астероида је 32,94 ,
а средња удаљеност астероида од Сунца износи 3,127 астрономских јединица (АЈ).
Инклинација (нагиб) орбите у односу на раван еклиптике је 15,326 степени, а орбитални период износи 2020,234 дана (5,531 година). Ексцентрицитет орбите астероида износи 0,043.
Апсолутна магнитуда астероида износи 10,01 а геометријски албедо 0,161.
Астероид је откривен 30. децембра 1937. године.